# Malonato de dietila
Malonato de dietila, também conhecido como DEM, é o éster dietílico do ácido malônico. Ocorre naturalmente em uvas e morangos como líquido incolor com odor de maçã, e é usado em perfumes. É também usado na síntese de outros compostos tais como barbituratos, aromatizantes artificiais, vitamina B1 e vitamina B6.

## Estrutura e propriedades
Ácido malônico é um ácido dicarboxílico bem simples, com dois grupos carboxila bem próximos na molécula. Na formação do malonato de dietila a partir do ácido malônico, o grupo hidroxila (-OH) de ambos os grupos carboxila é substituído por um grupo etóxi (-OEt; -OCH2CH3). O grupo metileno (-CH2-) no meio da parte malônica da molécula do DEM é vizinho de dois grupos carbonila (-C(=O)-).

## Preparação
Malonato de dietila pode ser preparado reagindo o sal de sódio do ácido cloroacético com cianeto de sódio, seguido de hidrólise básica do nitrilo formado para dar o sal de sódio do ácido malônico. Obtém-se o malonato de dietila por meio da esterificação de Fischer:

## Reações

### Outras reações
Como muitos outros ésteres, este composto sofre condensação de ésteres de Claisen. A vantagem do uso deste composto é que reações de autocondensação indesejáveis são evitadas. Também sofre bromação na posição alfa.